# Ayaka Suwa
Ayaka Suwa (スワアヤカ Suwa Ayaka?,  Aichi, 27 de mayo de 1988) es una seiyū que creció en Nagoya. Es representada por la agencia Arts Vision.

## Filmografía

### Anime
2012
- Code:Breaker, Tsubomi.
- Chōsoku Henkei Gyrozetter, Saki Kono/Eraser Queen.

2013
- Red Data Girl, Haruna Mita.
- Kin-iro Mosaic, Honoka Matsubara.
- Gingitsune, Saki Suzui.
- Yowamushi Pedal, Miki Kanzaki.[3]
- Love Lab, Mika Kiriyama.

2014
- Riddle Story of Devil, Tokaku Azuma.[4]
- Captain Earth, Saori Sasaki.
- If Her Flag Breaks, Ruri Ninjabayashi.
- The Fruit of Grisaia, Yūji Kazami (young).
- Jinsei, Ikumi Suzuki.
- Trinity Seven, Hijiri Kasuga.
- Nobunaga the Fool, Otama.
- Bokura wa Minna Kawaisou, Miharu Tsuneda.
- The Irregular at Magic High School, Kazumi Takigawa.
- Yowamushi Pedal Grande Road, Miki Kanzaki.[5]
- Log Horizon 2, Kyōko.

2015
- Absolute Duo, Tomoe Tachibana.[6]
- Assassination Classroom, Tōka Yada.[7]
- Comet Lucifer, Otto Motō.[8]
- Hello!! Kin-iro Mosaic, Honoka Matsubara.
- Lance N' Masques, Shirohime.[9]
- Mikagura School Suite, Himi Yasaka.[10]
- Miss Monochrome: The Animation 2, Akiko.
- Mobile Suit Gundam: Iron-Blooded Orphans, Mikazuki Augus (young).
- Mysterious Joker, Haruka Oniyama.
- Pikaia!, Hana.[11]
- Gakusen Toshi Asterisk, Ayato Amagiri (young).
- The Eden of Grisaia, Yūji Kazami (young).
- The Labyrinth of Grisaia, Yūji Kazami (young).

2016
- Assassination Classroom 2nd Season, Tōka Yada.
- Kono Subarashii Sekai ni Shukufuku o!, Chris, Eris.[12]
- Phantom Star Online 2: The Animation, Rina Izumi.[13]
- Sōshin Shōjo Matoi, Matoi Sumeragi.
- Tanaka-kun wa Itsumo Kedaruge, Echizen.[14]

2017
- Gamers!, Rena (ep 2).
- Dungeon ni Deai o Motomeru no wa Machigatteiru Darō ka, Elfy Colette

### Películas de anime
- Yowamushi Pedal Re:RIDE (2014), Miki Kanzaki.
- The Anthem of the Heart (2015), Akemi Ishikawa.
- Yowamushi Pedal the Movie (2015), Miki Kanzaki.

### Original video animation (OVA)
- Yowamushi Pedal Special Ride (2013), Miki Kanzaki.
- If Her Flag Breaks (2014), Ruri Ninjabayashi.
- Nozo x Kimi (2014), Nozomi Komine.[15]
- Riddle Story of Devil (2014), Tokaku Azuma.
- Hozuki no Reitetsu (2015), Miki.[16]
- Nozo x Kimi (2015), Nozomi Komine.

### Web anime
- Ninja Slayer From Animation (2015), Okayo - ep. 3

### Videojuegos
- Granblue Fantasy (2014), Tanya.
- The Idolmaster Million Live! (2013), Matsuri Tokugawa.
- Nekomimi Survivor (2014), Fio.
- Fire Emblem If (2015), Elise.
- Nier: Automata (2017), A2[17]
- Dragalia Lost (2018), Alex.
- Gothic wa Mahou Otome (2019, colaboración), A2.